# Psilanteris nigriscutellum
Psilanteris nigriscutellum är en stekelart som först beskrevs av Alan Parkhurst Dodd 1915.  Psilanteris nigriscutellum ingår i släktet Psilanteris och familjen Scelionidae. Inga underarter finns listade i Catalogue of Life.